# Rumänien i olympiska sommarspelen 1924
Rumänien deltog med 35 deltagare vid de olympiska sommarspelen 1924 i Paris. Totalt vann de en bronsmedalj.

## Medalj

### Brons
- Nicolae Anastasiade, Dumitru Armăşel, Gheorghe Benția, J. Cociociaho, Constantin Cratunescu, Teodor Florian, Petre Ghiţulescu, Ion Gîrleşteanu, Octav Luchide, Jean Henry Manu, Nicolae Mărăscu, Teodor Marian, Sorin Mihăilescu, Paul Nedelcovici, Iosif Nemeş, Eugen Sfetescu, Mircea Sfetescu, Soare Sterian, Mircea Stroescu, Atanasie Tănăsescu, Mihai Vardala, Paul Vidraşcu och Dumitru Volvoreanu - Rugby.